# Källby
Källby è un'area urbana della Svezia situata nel comune di Götene, contea di Västra Götaland.
La popolazione rilevata nel censimento 2010 era di 1 586 abitanti .